# Theliaceae
Theliaceae, porodica pravih mahovina  u redu Hypnales. Ime je dobila po rodu Thelia. Postoje tri roda.

## Etimologija
Izraz Theliacea izveden je iz roda Thelia, koji je ukorijenjen u grčkoj riječi "thele", što znači "bradavica", što se vjerojatno odnosi na oblik nekih reproduktivnih struktura unutar ove porodice. Ovo ime ukazuje i na biološku jedinstvenost i zamršene oblike ovih organizama.

## Rodovi
1. Fauriella Besch.
2. Myurella Schimp.
3. Thelia Sull.